# 烏坵海戰
，發生在1965年11月13日－至11月14日，是中華民國海軍南区巡逻支队在運輸傷患途中與中国人民解放军海軍在烏坵嶼南方海域發生的小型軍力駁火衝突。
1965年1月5日，「永泰」改名「山海」号，「永昌」改名「临淮」号，解放军方面资料至今以「永泰」及「永昌」称之。

## 交战前态势与布署
1965年11月13日13时20分，中華民國軍艦：山海號護航驅潛艦（PCE-41，排水量：640/834噸，巡航：10節（19公里/小時），極速：13節（24公里/小時））、臨淮號海岸巡邏艦（PCE-51，排水量：690/880噸，巡航：8節（15公里/小時），極速：13節（24公里/小時））共兩艘由澎湖馬公駛向烏坵嶼執行傷患接運任務。
当晚，解放军海军的海上指挥员魏垣武决定参战艇队布署：
- 护卫艇31大队的573、579艇与护卫艇29大队的576、577艇组成第1突击艇群，主攻“山海”舰；
- 护卫艇29大队的588、589艇组成第2突击艇群，29大队参谋长王奇志任群长，牵制“临淮”舰
- 快艇31大队的6艘6602型鱼雷快艇（124、126；131、152；132、145）组成第3突击艇群，快艇6支队副参谋长张逸民任群长，发展战果。

福建海域解放军海军还部署了：
- 护卫艇第31大队75吨护卫艇4艘进至崇武东南15海里处，预防金门军舰來援；
- 护卫艇第29大队75吨护卫艇2艘、125吨护卫艇1艘在西洋岛以东海域钳制东引的军舰。

得到解放军总参谋部的批示后，22时16分，3个艇队从待机点东月屿（南日岛东北）出发。
當時台湾海峡西侧有6艘中华民国海军与美国海军军舰：东引岛泊有“太湖号”护卫舰和“柳江号”猎潜艇；金门岛料罗湾锚泊“维源”号猎潜舰和“珠江号”猎潜舰；美國第七艦隊驱逐舰“梅森號”和“奧布萊恩號”在乌坵屿正南和以东海域游弋。

## 交战經過
23时14分，指挥艇雷达发现正以12节航渡的國军军舰：山海舰在前，临淮舰由于雷达故障为了防碰而落后7链在后。魏垣武命令2个护卫艇队直插國軍两舰之间分割，但单纵队前后脱节。23时33分战斗打响。开火2分钟后，衝在最前的指挥艇573号被山海舰与临淮舰的炮火夹击受创，指挥台中弹，护卫艇31大队副大队长李金华、中队政委苏同锦阵亡，魏垣武胸部、腹部、右眼负伤，还有6人包括操艇的副艇长受伤，573艇失去了指挥能力；同时573艇前机舱与弹药库中弹进水，轮机班长以下9人负伤。战斗开始5分钟，编队指挥员下令停止射击，跟紧编队，召唤鱼雷艇队投入战斗。魏垣武受伤7分钟后，下令转移指挥关系给第1突击群的预备指挥艇576号，但由于573号艇信号兵在指挥台上负伤，指挥关系未能移交。致使从23时42分至0时40分，失去了海上指挥。第一突击群的其余3艘护卫艇随受损的指挥艇在海上背敌航行；第2突击群的2艘护卫艇在海上停车漂泊了半小时。麦炳坤上校（南区巡逻支队长）与朱普華中校（山海舰长）率山海舰撤至8海浬之外的烏坵屿。临淮舰已经有20余人伤亡，又见旗舰也撤退，遂转舵南撤向马公岛。

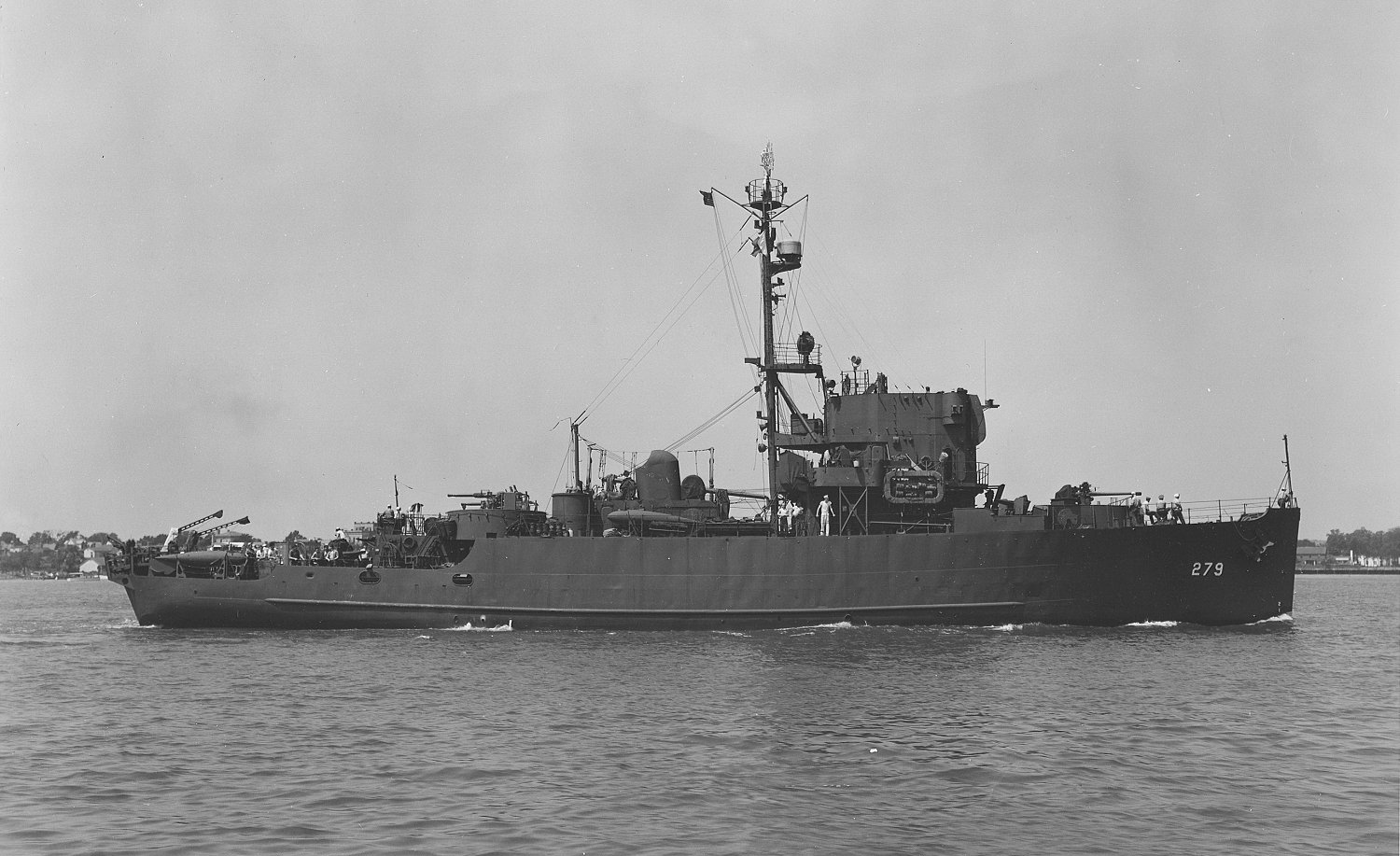
遭擊沉的臨淮艦為戰後從美軍接收的欽佩級掃雷艦改裝成的巡邏艦，圖為同型艦美國AM279號。

接著4艘鱼雷快艇追击临淮舰。双方反复交火，五次进出，抢占战位，并且持续炮战，临淮舰长陈德奎、副舰长陈本维均受伤。0时31分，145号鱼雷快艇在1.9链处以15度提前角齐射2枚鱼雷，其中1枚击中临淮舰艉部。0时34分，两艘护卫艇（588、589）突然参战逼近临淮舰，鱼雷艇为了避免误伤友艇只好撤出战斗。1时06分，临淮舰在护卫艇打击下沉没于乌坵屿以南15.5海里处，舰长陈德奎以下14人被美国驱逐舰梅森號救起、陣亡19人、失蹤72人（其中上尉军需补给官邱文以下9人被解放军从海中救起）。
13日22时38分至14日2时26分，烏坵屿守军105毫米火炮射击7次。

## 战后
战后麦炳坤上校（南区巡逻支队长）与朱普華中校（“山海”舰长）因战场脱逃而被问责。
588号护卫艇被中华人民共和国国防部授予“海上猛虎艇”光荣称号。145号鱼雷快艇荣立一等功。
上海天马电影制片厂的摄影师宋崇、应福康恰好在588护卫艇上体验生活，拍下了临淮舰沉没时的镜头。
中国人民解放军海军政治部文工团话剧团后来根据八六海战和崇武以东海战创作了话剧《夜海战歌》。
战后，海军副司令员赵启民和东海舰队司令员陶勇亲自到水警区主持庆功大会，海政文工团演出文艺节目，晚上在码头上设宴会餐，招待参战全体官兵和各舰队、总部及有关部队院校人员。次日，海司司令部作战处长曹石亭负责带队，组织司、政、后、装及总参有关人员深入到各舰艇与战士座谈有关战斗情况，协同东海舰队作战处，历时一个月，写出战斗总结报海军党委和总参谋部。